# De Vagina Monologen
De Vagina Monologen (1996) is een toneelstuk van de Amerikaanse schrijfster en feministisch activiste Eve Ensler (1953).
The Vagina Monologues zijn gebaseerd op meer dan tweehonderd interviews met vrouwen van verschillende leeftijden en met uiteenlopende achtergronden. Eve Ensler vroeg de vrouwen naar hun vagina en alles wat daarmee samenhangt. De interviews heeft zij als uitgangspunt gebruikt voor een toneelstuk bestaande uit tien monologen.
Het stuk werd voor het eerst opgevoerd in het HERE Arts Center te New York op 3 oktober 1996 met een beperkt aantal voorstellingen tot november. Aanvankelijk speelde Ensler alle tien de vrouwen zelf, maar al snel liet ze de monologen door verschillende vrouwen uitspreken. Het stuk werd steeds bekender door een mond-tot-mond campagne, uitlopend op een uitvoering in Madison Square Garden in 2001, waarin Melissa Etheridge en Whoopi Goldberg gedeelten van het toneelstuk vertolkten. Andere bekende vrouwen die aan uitvoeringen meewerkten, zijn Oprah Winfrey, Meryl Streep, Jane Fonda, Marisa Tomei en Calista Flockhart.
Het stuk is onverhuld moralistisch. Het is een aanklacht tegen seksueel geweld en mishandeling van vrouwen en meisjes en het roept vrouwen op trotser te zijn op hun vagina en daarmee op zichzelf. Het toneelstuk is fel bekritiseerd door verschillende feministische groeperingen als te negatief, te eenzijdig en te zeer anti-man gericht. Ook van conservatieve, religieuze zijde kreeg het stuk veel kritiek. Dat verhinderde echter niet dat het toneelstuk een enorm succes werd in binnen- en buitenland. Het werd onder andere opgevoerd in New York, Londen, Parijs, Berlijn en Barcelona.
Internationaal had het toneelstuk de oprichting van de organisatie V-Day tot gevolg, die strijdt tegen geweld tegen vrouwen.
De Vagina Monologen is tevens als boek gepubliceerd: Ensler, E. (1998) The Vagina Monologues. De Nederlandse vertaling verscheen in 2002 bij Uitgeverij Van Halewijck (ISBN 9056174398).
In 2002 verscheen een dvd van een uitvoering van De Vagina Monologen door Eve Ensler zelf.

## Nederland
In Nederland is het stuk in 2001 op de planken gebracht, geproduceerd door ’t Bos Theaterproducties. Het script werd vertaald door Barbara van Kooten en actrice Yvonne van den Hurk was artistiek verantwoordelijke. Het stuk werd gespeeld door vrouwen die min of meer bekend zijn van radio, televisie, literatuur, film of politiek. De vrouwen traden in wisselende bezetting en in groepen van drie op. Van tevoren werd niet bekendgemaakt wie er meespeelden. De theaters waren niettemin uitverkocht.
Het publiek zag onder meer Willeke Alberti (zangeres), Marjan Berk (schrijfster), Noraly Beyer (nieuwslezeres), Corry Brokken (zangeres/jurist), Froukje de Both (actrice), Nelli Cooman (sportvrouw), Andrée van Es (politica), Hanneke Groenteman (presentatrice), Jasperina de Jong (zangeres), Catherine Keyl (presentatrice), Loes Luca (actrice-comédienne), Imca Marina (zangeres), Annemarie Oster (schrijfster/actrice), Marga van Praag (nieuwslezeres/journalist), Thekla Reuten (actrice), Frédérique Spigt (zangeres), Paula Udondek (presentatrice), Lucretia van der Vloot (zangeres) en Olga Zuiderhoek (actrice).
In Nederland werd De Vagina Monologen tweemaal nagevolgd. In 2004 werd De Gesluierde Monologen op de planken gebracht. Adelheid Roosen volgde de werkwijze van Ensler en interviewde vrouwen afkomstig uit Marokko, Somalië, Irak en Koeweit die al enige tijd in Nederland verbleven. Op deze interviews baseerde zij het toneelstuk, dat net als het oorspronkelijke stuk uit monologen bestond. In hetzelfde jaar ging ook De Vagina Verhalen in première. In deze voorstelling, die speciaal voor dove vrouwen werd gemaakt, zijn een aantal van Enslers monologen vervangen door verhalen van dove vrouwen. De voorstelling werd gespeeld in Nederlandse gebarentaal en gesproken Nederlands.